# Mueang Chiang Mai (huyện)
Mueang Chiang Mai (tiếng Thái: เมืองเชียงใหม่) là huyện thủ phủ (Amphoe Mueang) của tỉnh Chiang Mai phía bắc Thái Lan. Huyện này có thành phố Chiang Mai.

## Lịch sử
Khu vực Mueang Chiang Mai là trung tâm của vương quốc Lan Na với tên gọi là Nopphaburi Si Nakhon Phing Chiang Mai. Vua Mengrai Đại đến là vua đầu tiên của triều Mengrai, người sáng lập nên thành phố.
Chính quyền đã lập huyện Mueang Chiang Mai năm 1899. Văn phòng đầu tiên của huyện đã được mở cửa năm 1929 ở phía tây của tòa thị chính Chiang Mai. Văn phòng mới được khai trương tháng 8 năm 1989.

## Địa lý
Các huyện giáp ranh (từ phía bắc theo chiều kim đồng hồ) là Mae Rim, San Sai, San Kamphaeng, Saraphi và Hang Dong.
Sông chính chảy qua huyện là sông Ping.

## Hành chính
Huyện này được chia thành 16 phó huyện (tambon), các đơn vị này lại được chia thành 77 làng (muban). Thành phố (thesaban nakhon) Chiang Mai nằm trên lãnh thổ tambon Si Phum, Phra Sing, Haiya, Chiang Moi, Chang Khlan, Wat Ket, Pa Tan,  một số khu vực của the tambon Chang Phueak, Suthep, Pa Daet, Nong Hoi, Tha Sala, Nong Pa Khrang và Fa Ham. Ngoài ra có 3 thị trấn (thesaban tambon) - Chang Phueak nằm trên một phần của tambon Chang Phueak, Mae Hia và Tha Sala. Ngoài ra có 6 Tổ chức hành chính tambon (TAO).
| Số TT | Tên            | Tên tiếng Thái | Số làng | Dân số |  |
| ----- | -------------- | -------------- | ------- | ------ |  |
| 1.    | Si Phum        | ศรีภูมิ           | -       | 17.162 |  |
| 2.    | Phra Sing      | พระสิงห์         | -       | 8.616  |  |
| 3.    | Haiya          | หายยา          | -       | 14.818 |  |
| 4.    | Chang Moi      | ช้างม่อย         | -       | 9.528  |  |
| 5.    | Chang Khlan    | ช้างคลาน        | -       | 15.368 |  |
| 6.    | Wat Ket        | วัดเกต          | -       | 24.094 |  |
| 7.    | Chang Phueak   | ช้างเผือก        | 5       | 27.421 |  |
| 8.    | Suthep         | สุเทพ           | 15      | 36.952 |  |
| 9.    | Mae Hia        | แม่เหียะ         | 10      | 15.656 |  |
| 10.   | Pa Daet        | ป่าแดด          | 13      | 15.931 |  |
| 11.   | Nong Hoi       | หนองหอย        | 6       | 13.144 |  |
| 12.   | Tha Sala       | ท่าศาลา         | 5       | 11.347 |  |
| 13.   | Nong Pa Khrang | หนองป่าครั่ง      | 7       | 8.423  |  |
| 14.   | Fa Ham         | ฟ้าฮ่าม          | 7       | 7.193  |  |
| 15.   | Pa Tan         | ป่าตัน           | -       | 8.855  |  |
| 16.   | San Phi Suea   | สันผีเสื้อ         | 9       | 8.466  |  |